# Søren Stryger
 Søren Stryger  (Køge, 7. veljače 1975.) je rukometaš u klubu SG Flensburg-Handewitt i nekadašnji igrač reprezentacije Danske. Søren Stryger igrao je na poziciji desnog vanjskog.
Radi teške povrijede koljena 2008. godine bio je prisiljen završiti aktivnu karijeru.  Od reprezentaciju se oprostio u veljači 2007. godine. 

## Dosadašnji klubovi
- Maribo (-1996.)
- Vrold Skanderborg (1996. – 1999.)
- GOG Gudme (1999. – 2001.)
- SG Flensburg-Handewitt (2001. – 2008.)

## Uspjesi
- Bronca na Svjetskom prvenstvu 2007.
- Bronca na Europskom prvenstvu 2002., 2004. i 2006.
- Finalist Europske lige prvaka 2004. i 2007.
- Prvak Njemačke 2004.
- Pobjednik Njemačkog kupa 2003., 2004. i 2005.
- Prvak Danske 2000.
- Najbolji igrač Danske 2000. i 2004.

## Vanjske poveznice
- Službene stranice SG Flensburg-Handewitt  Arhivirana inačica izvorne stranice od 8. ožujka 2007. (Wayback Machine)